# Clinamen (revista)
Clinamen fue una revista cultural uruguaya fundada en 1947 y que llegó a publicar cinco números hasta junio de 1948.

## Reseña
Esta publicación de carácter bimestral fue editada por estudiantes de la Facultad de Humanidades y Ciencias de la Universidad de la República. El consejo de redacción estaba integrado por Víctor Bacchetta, Manuel Arturo Claps, Ida Vitale y Ángel Rama. Asimismo este último se desempeñó como redactor responsable.
Clinamen es la expresión del núcleo joven de los escritores –más tarde llamados, "generación del 45"– Mario Arregui, Idea Vilariño, Amanda Berenguer, Emir Rodríguez Monegal, José Pedro Díaz.
La ruptura del grupo llevará a la aparición de la revista Número.

## Números
- N.º 1 (Año 1. Marzo / abril. 1947)
- N.º 2 (Año 1. Mayo / junio. 1947)
- N.º 3 (Año 1. Julio / agosto. 1947)
- N.º 4 (Año 2. Enero. 1948)
- N.º 5 (Año 2. Mayo / junio. 1948)